# Symeon (Jakovljevič)
Symeon, imię świeckie Radivoj Jakovljevič (ur. 12 lutego 1926 w Pradze, zm. 19 marca 2024) – czeski duchowny prawosławny, w latach 2000–2024 zwierzchnik eparchii ołomuniecko-brneńskiej, od 2006 z godnością arcybiskupa.

## Życiorys
Pochodzi z prawosławnej rodziny serbsko-czeskiej (jego ojciec, Serb, był duchownym). W rodzinnej Pradze ukończył gimnazjum realne i w 1945 r. podjął studia teologiczne na Uniwersytecie Karola. Ukończył je na Leningradzkiej Akademii Duchownej w 1953. Następnie został zatrudniony na uniwersytecie w Preszowie i przez sześć lat wykładał Stary Testament. W 1958 zawarł związek małżeński i przyjął święcenia kapłańskie.
W 1958, gdy władze komunistyczne uniemożliwiły mu dalszą pracę wykładowcy teologii, wyjechał do Mariańskich Łaźni i przez kolejne czterdzieści lat był proboszczem miejscowej parafii św. Włodzimierza. W 1963 zaocznie ukończył studia w zakresie tłumaczenia w Wyższej Szkole Języka i Literatury Rosyjskiej. W 1969 wszedł do ekumenicznej komisji opracowującej przekład Starego Testamentu na współczesny język czeski. Brał udział w pracach międzynarodowej organizacji ds. badania Starego Testamentu, w 1982 obronił dysertację doktorską. Opublikował szereg artykułów egzegetycznych, jest również autorem wierszy i opowiadań.
Po śmierci małżonki w 1996 złożył wieczyste śluby mnisze w monasterze w Hrubej Vrbce i przyjął imię zakonne Symeon na cześć świętego serbskiego króla Stefana Nemanji (mnicha Symeona). 21 czerwca 1998 w soborze Świętych Cyryla i Metodego w Pradze został wyświęcony na biskupa żateckiego, wikariusza eparchii praskiej. W 2000 został wybrany na biskupa ołomuniecko-brneńskiego. W 2006 otrzymał godność arcybiskupią.

### Locum tenens Kościoła. Spór o obsadę urzędu metropolity
Po odejściu w stan spoczynku metropolity ziem czeskich i Słowacji Krzysztofa został locum tenens Kościoła Prawosławnego Czech i Słowacji, następnie jednak Synod Kościoła powierzył te obowiązki biskupowi preszowskiemu Rościsławowi. Arcybiskup Symeon oprotestował tę decyzję i oskarżył biskupa Rościsława oraz pozostałych członków Synodu o działanie wbrew cerkiewnym kanonom. Stwierdził, iż uważa się za jedynego pełnoprawnego hierarchę Cerkwi Czech i Słowacji. Patriarcha konstantynopolitański Bartłomiej poparł jego stanowisko, nadal uznając go za locum tenens Kościoła, a działania innych biskupów za niezgodne z prawem kanonicznym. Konsekwentnie nie uznał również wyboru biskupa preszowskiego Rościsława na metropolitę ziem czeskich i Słowacji, co miało miejsce w styczniu 2014. W lutym 2015, za aprobatą Patriarchatu Konstantynopolitańskiego, arcybiskup Symeon przeprowadził w Brnie chirotonię biskupią Izajasza (Slaninki), mianując go swoim biskupem pomocniczym (szumperskim) i tworząc alternatywny Synod Kościoła Prawosławnego Czech i Słowacji. W styczniu 2016 Patriarchat Konstantynopolitański ogłosił jednak uznanie metropolity Rościsława za kanonicznego zwierzchnika Cerkwi ziem czeskich i Słowacji.
Symeon pozostawał ordynariuszem eparchii ołomuniecko-brneńskiej do śmierci w 2024 r.

## Odznaczenia
- Order Księcia Jarosława Mądrego I klasy (Ukraina, 2013)[10]